# Міль листкова
Міль листкова або листкова вертуха (Recurvaria nanella) — вид молі з родини виїмчастокрилих молей (Gelechiidae). Шкідлива для сільського господарства, пошкоджує всі плодові культури, горобину, кизильник та інші.

## Опис
Дуже дрібний метелик з родини виїмчастокрилих, розмах крил 9-11 міліметрів. Передні крила сірі, з чорними лініями, білуватою поперечною смужкою і темно-сірою основою. Гусениця веретеноподібна, червоно-оранжева, а перед лялькуванням оливково-зелена, з чорною головою, довжина 5-6 міліметрів. Лялечка коричнева, в білому коконі, довжина 5 міліметрів. Яйце жовте, довгасте, довжина його 0,4 міліметра, ширина 0,3 міліметра.

## Екологія
Зимують гусениці в павутинних коконах в тріщинах кори. Навесні вигризають бруньки, пізніше пошкоджують квітки і листя, стягуючи їх павутиною в жмути. Після цвітіння гусениці пошкоджують молоді пагони, вгризаються в пагони біля бруньок і проточують в них ходи. Перетворюються на лялечку всередині пошкоджених листків або під лусками кори. Через 14 днів з лялечок виходять метелики, які літають в червні — на початку липня. Вони відкладають яйця на нижню сторону листка по одному. Одна самка відкладає до 150 яєць. Через кілька днів з яєць виходять гусениці, які вгризаються в листки живлячись їх м'якоттю, вигризають короткі розгалужені міни, в яких живуть до осені.